# Chester Gillette
Chester Ellsworth Gillette (9 de agosto de 1883 – 30 de março de 1908), foi um assassino condenado americano, tornando-se a base para o personagem fictício Clyde Griffiths no romance de Theodore Dreiser, An American Tragedy, que por sua vez foi a base do filme de 1931 e de um de 1951 vencedor de um oscar com o nome de A Place in the Sun.

## Antecedentes
Gillette nasceu em Montana, mas passou parte de sua infância em Spokane, Washington. Seus pais eram financeiramente confortáveis, mas profundamente religiosos, e, eventualmente, renunciaram a sua riqueza material para participar do Exército da Salvação. A família viajou ao redor da Costa Oeste e do Havaí durante sua adolescência. Chester frequentou a Oberlin College com ajuda de um tio rico, mas saiu depois de dois anos, em 1903. Após deixar a escola, trabalhou em diversos empregos até 1905, quando assumiu um cargo na fábrica de saias de um tio em Cortland, Nova Iorque.

## Assassinato de Grace Brown

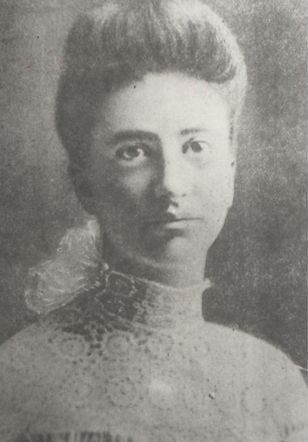
Grace Brown

Na fábrica Gillette conheceu Grace Brown, outra funcionária. Gillette e Brown logo começaram uma relação sexual, com Brown acreditando que Gillette se casaria com ela. Na primavera de 1906, Brown revelou que estava grávida. Ela continuou a pressionar Gillette para casamento, escrevendo-lhe cartas pedindo frequentemente. Brown voltou para casa de seus pais por um tempo, mas voltou a Cortland quando ela descobriu que o Gillette namorava outras meninas. Uma crença popular apresentava uma senhorita chamada Harriet Bento, um conhecida rica de Gillette que os jornais especularam mais tarde como a "outra mulher" que havia feito Chester deixar Grace. Harriet acaloradamente negou isso, ao ponto de realizar um comunicado formal à imprensa afirmando: "Eu nunca me relacionei com Chester E. Gillette… nossa amizade foi de… curta duração e nenhuma palavra foi dita sobre estarmos noivos.” Como a primavera e o verão de 1906 em avanço, avançava, outros notaram um aumento da frequência em que Gillette levantava a voz e as recorrentes lágrimas de Brown na fábrica ou em casa. Brown continuou a pressionar Gillette para tomar uma decisão, enquanto que Gillette dava desculpas sobre uma viagem iminente.
Por fim, a Gillette fez arranjos para uma viagem para Adirondack Mountains em Nova Iorque. O casal parou e permaneceu por uma noite em Utica, Nova York e, em seguida, foi para Big Moose Lake no Condado de Herkimer. Em um hotel próximo, Gillette registrou sob um nome falso (embora ele tenha usado suas próprias iniciais, para coincidir com o monograma em sua mala). Ele estava carregando uma mala e uma raquete de tênis. Brown neste ponto esperava algum tipo de fuga dos dois. 
Na manhã de 11 de julho, Gillette levou Brown em um barco a remo em Big Moose Lake, onde ele golpeou-a com sua raquete de tênis e deixou-a a se afogar. Ele voltou sozinho e deu baixa no hotel. Mais tarde, testemunhas diriam que a Gillette parecia calmo e perfeitamente à vontade, como se nada estivesse errado. O corpo ferido e espancado de Brown foi encontrado no fundo do lago no dia seguinte. Gillette tinha feito um mau trabalho de planejamento do encobrimento e foi rapidamente detido nas proximidades de Inlet, Nova York.

## Julgamento e execução
O julgamento ocorreu no Condado de Herkimer e rapidamente chamou a atenção de todo o país. O advogado de defesa de Gillette alegou que seu cliente era inocente, que Brown havia cometido suicídio e que Gillette era um espectador impotente ao suicídio. O júri condenou Gillette por assassinato. O Tribunal de Apelações de Nova Iorque manteve o veredicto e Governador Charles Evans Hughes se recusou a conceder clemência.
Em 30 de março de 1908, Chester Gillette morreu na cadeira elétrica na prisão de Auburn, Nova York.

## Anos recentes
A série de televisão Unsolved Mysteries levou ao ar um episódio sobre o incidente histórico de Gillette e Brown, em janeiro de 1996.
Em 2007, o diário de Gillette, que ele escreveu durante os últimos sete meses que passou na prisão, foi doado para a Hamilton College pela sobrinha-neta de Gillette. Além do diário, 12 cartas escritas por Gillette durante seu tempo na prisão também foram doados. Onze das cartas foram endereçadas a Bernice Ferrin, um amigo da família que se mudou para Auburn, Nova Iorque para ficar com a irmã de Gillette. A carta XII, uma carta de despedida escrita no dia antes de sua execução, foi dirigida à irmã de Gillette. O diário e as cartas foram publicados em dezembro de 2007, quase 100 anos depois da execução de Chester Gillette.